# فیلم پرندگان خشمگین
پرندگان خشمگین (انگلیسی: The Angry Birds Movie) یک فیلم پویانمایی سه‌بعدی به کارگردانی کلی کایتیس و فرگال ریلی است که در سال ۲۰۱۶ منتشر شد. این فیلم براساس بازی‌های ویدئویی پرندگان خشمگین ساخته شد.  از بازیگران فیلم می‌توان به جیسون سودیکیس، جش گد، دنی مک‌براید، بیل هادر، مایا رودولف و پیتر دینکلیج اشاره کرد.
این انیمیشن قرار بود در یک ژوئیهٔ ۲۰۱۶ منتشر شود ولی در دسامبر ۲۰۱۴ به ۲۰ مه ۲۰۱۶ تغییر یافت. دنباله این فیلم در ۱۶ اوت ۲۰۱۹ اکران شد.

## داستان
رد پرندهٔ مهربان و درستکاری است اما متأسفانه یک مشکل اساسی دارد و آن این است که خیلی زود عصبانی شده و در هنگام عصبانیت همه چیز را بهم می‌زند. او به دستور شهردار مجبور به شرکت در کلاس‌های فوق برنامه کنترل خشم می‌شود. او در آنجا با ماتیلدا، یک پرنده زن بسیار زیبا و آرام، چاک، یک پرنده شوخ با سرعت بسیار زیاد، بمب، یک پرنده درونگرای حساس با قدرت انفجار و ترنس یک پرنده کم حرف و بزرگ با قدرت بدنی بالا آشنا می‌شود. در چند روز اخیر یک دسته از خوک‌های سبز وارد قلمرو آنها شده و مشکلاتی را به وجود می‌آورند ولی آنها انتقام می‌گیرند و خوک‌ها را شکست می‌دهند.

## گویندگان
- جیسون سودیکیس قرمز
- جش گد چاک
- دنی مک‌براید
- بیل هیدر
- مایا رودولف
- پیتر دینکلیج عقاب افسانه ای
- کیگان-مایکل کی
- کیت مک‌کینون
- تونی هیل
- آیک بارینهولتز
- هانیبال بورس
- کریستلا الونزو
- جیلیان بل
- دانیل بروکس
- رومئو سانتوس
- اسماش
- اسماش